# Audeloncourt
Audeloncourt település Franciaországban, Haute-Marne megyében. Lakosainak száma 80 fő (2022. január 1.). Audeloncourt Levécourt, Maisoncelles, Thol-lès-Millières, Vroncourt-la-Côte, Breuvannes-en-Bassigny és Clefmont községekkel határos.

## Népesség
A település népességének változása:
| Lakosok száma | 164  | 129  | 114  | 100  | 89   | 88   | 87   | 87   | 87   | 80   |
|               | 1968 | 1982 | 1990 | 2006 | 2013 | 2015 | 2017 | 2019 | 2020 | 2022 |